# Liste von Computerspielemuseen
Die folgende, unvollständige Liste beinhaltet Computerspielemuseen weltweit.

## Liste
D-A-CH zuerst, dann andere Länder alphabetisch.

### Deutschland
- Binarium in Dortmund (geschlossen)
- Computerspielemuseum Berlin
- Digital Retro Park in Offenbach
- Game Science Center in Berlin (geschlossen)
- Haus der Computerspiele in Leipzig
- HI-SCORE in Hannover
- Oldenburger Computer-Museum in Oldenburg
- Retro Spiele Club Hamburg
- RetroGames in Karlsruhe

### Österreich
- Retro Gaming Museum[1][2], Wien, seit Juni oder Juli 2023[3]

### Schweiz
- Gameorama in Luzern

### Australien
- Australian Centre for the Moving Image (ACMI) in Melbourne
- Nostalgia Box in Perth
- Retro Video Game Museum in Sydney

### Finnland
- Finnisches Spielemuseum (finnisch Suomen pelimuseo) in Tampere

### Italien
- Video Game Museum of Rome  (offiziell abgekürzt als VIGAMUS) in Rom

### Japan
- Huis Ten Bosch Game Museum in Nagasaki

### Kroatien
- PEEK&POKE Computer Museum in Rijeka

### Polen
- Museum of Games and Computers of the Past Era[4] in Breslau

### Russland
- Museum der sowjetischen Spielautomaten in Moskau und Sankt Petersburg

### Südkorea
- Nexon Computer Museum auf der Insel Jeju

### Vereinigtes Königreich
- National Videogame Museum in Sheffield, England
- The Centre for Computing History in Cambridge, England

### Vereinigte Staaten
- Digital Game Museum im Silicon Valley, Kalifornien
- Museum of Art and Digital Entertainment (MADE) in Oakland, Kalifornien
- Museum of Pop Culture in Seattle, Washington
- National Museum of Play in Rochester, New York
- National Videogame Museum in Frisco, Texas